# اشعار جفنگ

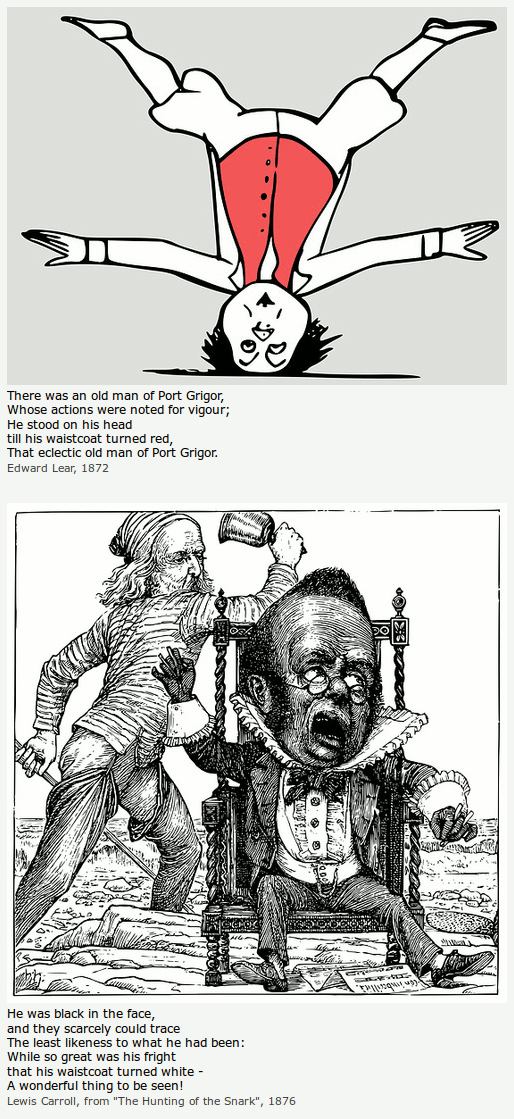
نمونه‌هایی از جفنگیات کلاسیک

جَفَنگیات به اشعار یا گفته‌هایی می‌گویند که معنی درستی نداشته باشند و معمولاً عمداً معنی مهمل و عجیبی دارند که بیشتر برای خنداندن و جالب بودن سر هم شده‌است.
نمونه‌هایی از شعرهای جفنگ معروف:
| کلنگ از آسمان افتاد و نشکست |  | کالسکه بوق زد و قورباغه غش کرد |

| کلنگ از آسمان افتاد و نشکست |  | وگرنه من همان خاکم که هستم |

| چنین گفت یوسف اندر زلیخا |  | الا یا ایها الساقی ادر کاسا وناولها |